# Almási-barlang
A Persány-Rika-hegység északi végénél kialakult Vargyas-szorosban található az Almási-barlang (más néven Orbán Balázs-barlang, Nagy-barlang, Homoródalmási-barlang, Kőlik).

## Története
A 4 km hosszúságú Vargyas-szorost a Hargita-hegységből eredő Vargyas-pataka alakította ki, áttörve az itt található mészkőtömbön. Az évezredek folyamán öt jól elhatárolható szinten több mint száz, kisebb-nagyobb barlang alakult ki a szorosban. Az ötödik szint jelenleg is alakulóban levő, aktív barlang.
Az Almási-barlang a szurdokban a legnagyobb és legismertebb. Az itt talált emberi és állatmaradványok, különböző eszközök, régészeti leletek tanúsága szerint már a paleolitikumban lakott hely volt.
Ugyanakkor írásos feljegyzések bizonyítják, miszerint idegen hadak betörése idején a környékbeli települések lakói sokszor menedékre találtak itt. A barlang előtt egykori védőfal maradványai találhatók. A közeli Kőmező nevű helyen még mai is látható a Tatársánc, mely egykor a Szent László korabeli Magyar Királyság keleti határait őrző védelmi rendszerhez tartozott.
Az Almási-barlangot elsőként egy 1637-es peres okirat említi, mely a homoródalmásiaknak ítéli a barlangot, azzal a kikötéssel, hogy vész, háború esetén a vargyasiak is használhassák azt. A későbbiekben több leírás is említi a Vargyas-szoros nevezetes barlangját. Részletes tudományos feltérképezésére azonban csak 1836-ban került sor nagykedei Fekete István, Csíkszék és Udvarhelyszék földmérője által. A következő években több mű is ismerteti és közöl leírást a Vargyas-szorosról és az Almási-barlangról, köztük Orbán Balázs is, aki a Székelyföld leírása c. művében ismerteti a szorost és a barlangot, mellékelve művében Fekete István térképét is.
A 20. században több neves geológus, régész, köztük Haáz Rezső, Jodál Károly, Mottl Mária, Traian Orghidan és Margareta Dumitrescu kutatta az Almási-barlangot, újabb termeket, kijáratokat fedezve fel, illetve régészeti leleteket tárva fel. A barlang 1931-től Orbán Balázs nevét viseli. Jelenleg feltárt járatainak összhossza 1527 m, négy természetes bejárata ismert.
A közelmúltban kiemelkedő Dénes István geológus, barlangkutató szorosban végzett munkája. A több évtizedes kutatómunka, melyet többedmagával végzett, hozzájárult a szoros és a  barlangrendszer széles körben való ismertté válásához.
A Vargyas-szoros és barlangjai napjainkban is kedvelt célpontja a turistáknak, túrázóknak, a természetet kedvelőinek egyaránt.